# Spenglerův pohár

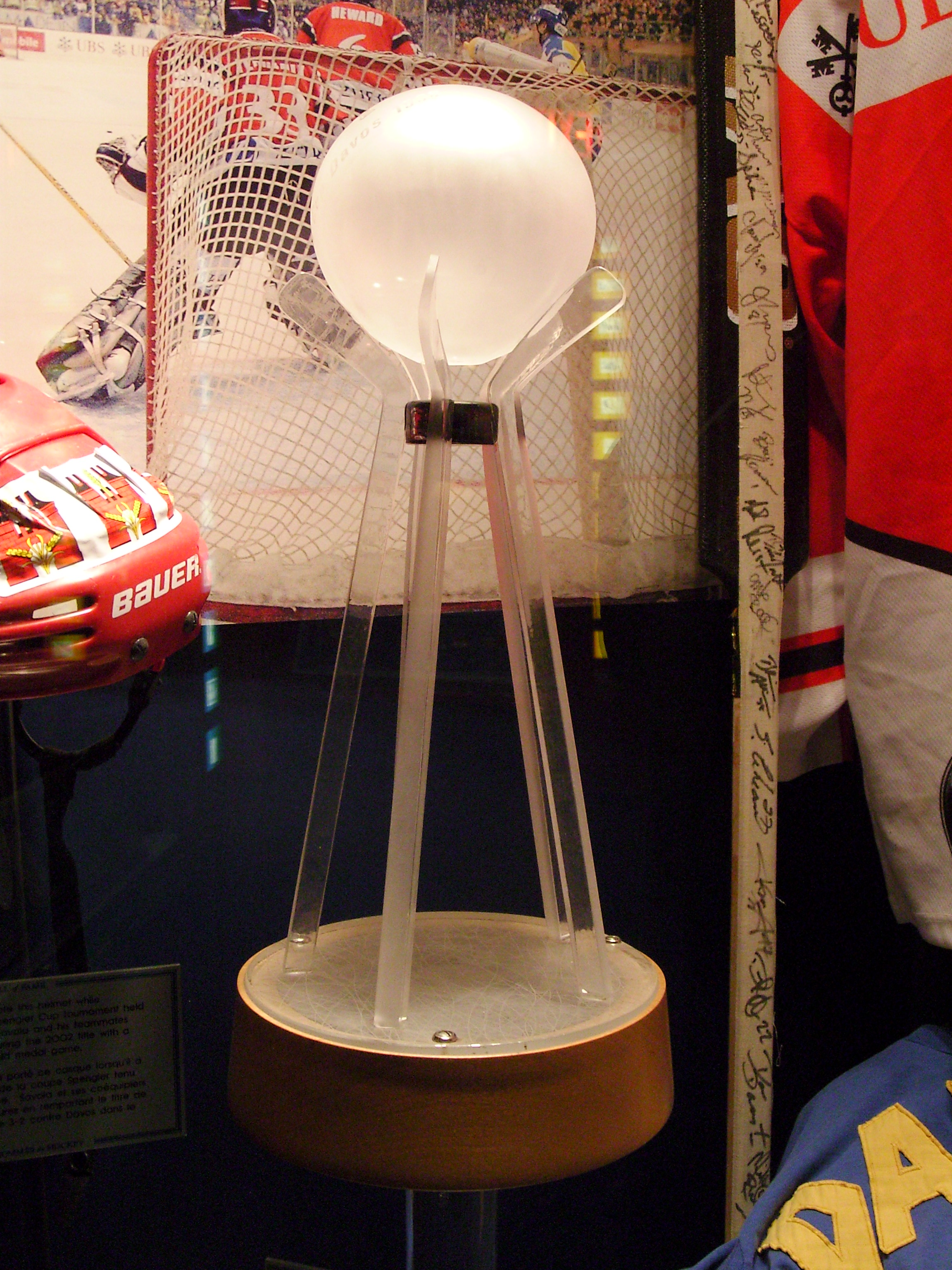
Spenglerův pohár u hokejové síně slávy

Spenglerův pohár (Spengler Cup) je pravidelně se konající turnaj v ledním hokeji, odehrávající se ve švýcarském Davosu.
Je nejstarším hokejovým turnajem na světě a jeho pořadatelem je švýcarský tým HC Davos. Účastníci turnaje jsou zváni právě tímto týmem. Hraje se tradičně v termínu mezi Vánoci a Novým rokem.

## Přehled celkových vítězů v poháru
Zdroj: 
| Klub                          | Tituly | Vítězné ročníky                                                                                |
| ----------------------------- | ------ | ---------------------------------------------------------------------------------------------- |
| Tým Kanada                    | 16     | 1984, 1986, 1987, 1992, 1995, 1996, 1997, 1998, 2002, 2003, 2007, 2012, 2015, 2016, 2017, 2019 |
| HC Davos                      | 16     | 1927, 1933, 1936, 1938, 1941, 1942, 1943, 1951, 1957, 1958, 2000, 2001, 2004, 2006, 2011, 2023 |
| LTC Praha                     | 7      | 1929, 1930, 1932, 1937, 1946, 1947, 1948                                                       |
| HC Dukla Jihlava              | 5      | 1965, 1966, 1968, 1978, 1982                                                                   |
| HK Spartak Moskva             | 5      | 1980, 1981, 1985, 1989, 1990                                                                   |
| Oxford University IHC         | 4      | 1923, 1925, 1931, 1932                                                                         |
| SKA Petrohrad                 | 4      | 1970, 1971, 1977, 2010                                                                         |
| Berliner Schlittschuhclub     | 3      | 1924, 1926, 1928                                                                               |
| HC Diavoli Rossoneri Milan    | 3      | 1934, 1935, 1950                                                                               |
| AC Boulogne-Billancourt       | 3      | 1959, 1960, 1961                                                                               |
| HC Slovan Bratislava          | 3      | 1972, 1973, 1974                                                                               |
| ZSC Lions                     | 2      | 1944, 1945                                                                                     |
| HC Milano                     | 2      | 1953, 1954                                                                                     |
| HC Sparta Praha               | 2      | 1962, 1963                                                                                     |
| EV Füssen                     | 2      | 1952, 1964                                                                                     |
| HK Lokomotiv Moskva           | 2      | 1967, 1969                                                                                     |
| Färjestad BK                  | 2      | 1993, 1994                                                                                     |
| HK Dynamo Moskva              | 2      | 1983, 2008                                                                                     |
| HC Servette Ženeva            | 2      | 2013, 2014                                                                                     |
| HC Kometa Brno                | 1      | 1955                                                                                           |
| Československý olympijský tým | 1      | 1975                                                                                           |
| Tým SSSR "B"                  | 1      | 1976                                                                                           |
| Křídla Sovětů Moskva          | 1      | 1979                                                                                           |
| Tým USA                       | 1      | 1988                                                                                           |
| CSKA Moskva                   | 1      | 1991                                                                                           |
| Kölner Haie                   | 1      | 1999                                                                                           |
| Metallurg Magnitogorsk        | 1      | 2005                                                                                           |
| HK Dinamo Minsk               | 1      | 2009                                                                                           |
| KalPa                         | 1      | 2018                                                                                           |
| HC Ambrì-Piotta               | 1      | 2022                                                                                           |
| Fribourg-Gottéron             | 1      | 2024                                                                                           |

## Seznam vítězů a finalistů Spenglerova poháru
Zdroj: 
| Ročník     | Rok  | Vítěz                                       | 2. místo                             | Umístění českého (československého) mužstva                    |
| ---------- | ---- | ------------------------------------------- | ------------------------------------ | -------------------------------------------------------------- |
| 1. ročník  | 1923 | Oxford University Ice Hockey Club           | Berliner Schlittschuhclub            | bez účasti                                                     |
| 2. ročník  | 1924 | Berliner Schlittschuhclub                   | HC Davos                             | bez účasti                                                     |
| 3. ročník  | 1925 | Oxford University Ice Hockey Club           | HC Davos                             | bez účasti                                                     |
| 4. ročník  | 1926 | Berliner Schlittschuhclub                   | HC Davos                             | bez účasti                                                     |
| 5. ročník  | 1927 | HC Davos                                    | Berliner Schlittschuhclub            | bez účasti                                                     |
| 6. ročník  | 1928 | Berliner Schlittschuhclub                   | Cambridge University Ice Hockey Club | bez účasti                                                     |
| 7. ročník  | 1929 | LTC Praha                                   | HC Davos                             | LTC Praha – 1. místo                                           |
| 8. ročník  | 1930 | LTC Praha                                   | HC Davos                             | LTC Praha – 1. místo                                           |
| 9. ročník  | 1931 | Oxford University Ice Hockey Club           | Berliner Schlittschuhclub            | bez účasti                                                     |
| 10. ročník | 1932 | LTC Praha Oxford University Ice Hockey Club |                                      | LTC Praha – 1. místo, dělené                                   |
| 11. ročník | 1933 | HC Davos                                    | Rapides de Paris                     | LTC Praha – 4. místo                                           |
| 12. ročník | 1934 | HC Diavoli Rossoneri Milan                  | Oxford University Ice Hockey Club    | bez účasti                                                     |
| 13. ročník | 1935 | HC Diavoli Rossoneri Milan                  | HC Davos                             | bez účasti                                                     |
| 14. ročník | 1936 | HC Davos                                    | LTC Praha                            | LTC Praha – 2. místo                                           |
| 15. ročník | 1937 | LTC Praha                                   | HC Davos                             | LTC Praha – 1. místo                                           |
| 16. ročník | 1938 | HC Davos                                    | LTC Praha                            | LTC Praha – 2. místo                                           |
|            | 1939 |                                             |                                      |                                                                |
|            | 1940 |                                             |                                      |                                                                |
| 17. ročník | 1941 | HC Davos                                    | Berliner Schlittschuhclub            | bez účasti                                                     |
| 18. ročník | 1942 | HC Davos                                    | ZSC Lions                            | bez účasti                                                     |
| 19. ročník | 1943 | HC Davos                                    | ZSC Lions                            | bez účasti                                                     |
| 20. ročník | 1944 | ZSC Lions                                   | HC Davos                             | bez účasti                                                     |
| 21. ročník | 1945 | ZSC Lions                                   | HC Davos                             | LTC Praha – 3. místo                                           |
| 22. ročník | 1946 | LTC Praha                                   | HC Davos                             | LTC Praha – 1. místo                                           |
| 23. ročník | 1947 | LTC Praha                                   | HC Davos                             | LTC Praha – 1. místo                                           |
| 24. ročník | 1948 | LTC Praha                                   | HC Davos                             | LTC Praha – 1. místo                                           |
|            | 1949 |                                             |                                      |                                                                |
| 25. ročník | 1950 | HC Diavoli Rossoneri Milan                  | AIK Stockholm                        | bez účasti                                                     |
| 26. ročník | 1951 | HC Davos                                    | Preussen Krefeld                     | bez účasti                                                     |
| 27. ročník | 1952 | EV Füssen                                   | Zürcher SC                           | bez účasti                                                     |
| 28. ročník | 1953 | HC Milano-Inter                             | HC Davos                             | bez účasti                                                     |
| 29. ročník | 1954 | HC Milano-Inter                             | EV Füssen                            | bez účasti                                                     |
| 30. ročník | 1955 | Rudá hvězda Brno                            | HC Davos                             | Rudá hvězda Brno - 1. místo                                    |
|            | 1956 |                                             |                                      |                                                                |
| 31. ročník | 1957 | HC Davos                                    | Rudá hvězda Brno                     | Rudá hvězda Brno – 2. místo                                    |
| 32. ročník | 1958 | HC Davos                                    | HC Diavoli Rossoneri Milan           | bez účasti                                                     |
| 33. ročník | 1959 | AC Boulogne-Billancourt                     | EV Füssen                            | bez účasti                                                     |
| 34. ročník | 1960 | AC Boulogne-Billancourt                     | HC Davos                             | bez účasti                                                     |
| 35. ročník | 1961 | AC Boulogne-Billancourt                     | EV Füssen                            | bez účasti                                                     |
| 36. ročník | 1962 | Spartak Praha Sokolovo                      | EV Füssen                            | Spartak Praha Sokolovo – 1. místo                              |
| 37. ročník | 1963 | Spartak Praha Sokolovo                      | Klagenfurter AC                      | Spartak Praha Sokolovo – 1. místo                              |
| 38. ročník | 1964 | EV Füssen                                   | MODO AIK                             | Spartak Praha Sokolovo – 3. místo                              |
| 39. ročník | 1965 | ASD Dukla Jihlava                           | Västerås IK                          | ASD Dukla Jihlava – 1. místo                                   |
| 40. ročník | 1966 | ASD Dukla Jihlava                           | Cercle des Patineurs Liègois         | ASD Dukla Jihlava – 1. místo                                   |
| 41. ročník | 1967 | HK Lokomotiv Moskva                         | Kingston Aces                        | bez účasti                                                     |
| 42. ročník | 1968 | ASD Dukla Jihlava                           | Rögle BK                             | ASD Dukla Jihlava – 1. místo                                   |
| 43. ročník | 1969 | HK Lokomotiv Moskva                         | ASD Dukla Jihlava                    | ASD Dukla Jihlava – 2. místo                                   |
| 44. ročník | 1970 | SKA Leningrad                               | ASD Dukla Jihlava                    | ASD Dukla Jihlava – 2. místo                                   |
| 45. ročník | 1971 | SKA Leningrad                               | Slovan ChZJD Bratislava              | Slovan ChZJD Bratislava – 2. místo                             |
| 46. ročník | 1972 | Slovan ChZJD Bratislava                     | Torpedo Gorkij                       | Slovan ChZJD Bratislava – 1. místo                             |
| 47. ročník | 1973 | Slovan ChZJD Bratislava                     | Traktor Čeljabinsk                   | Slovan ChZJD Bratislava – 1. místo                             |
| 48. ročník | 1974 | Slovan ChZJD Bratislava                     | Tým Polska                           | Slovan ChZJD Bratislava – 1. místo                             |
| 49. ročník | 1975 | Československý olympijský tým               | Tým Finska "B"                       | Československý olympijský tým – 1. místo                       |
| 50. ročník | 1976 | Tým SSSR "B"                                | Tým Československa "B"               | Tým Československa "B" – 2. místo                              |
| 51. ročník | 1977 | SKA Leningrad                               | ASD Dukla Jihlava                    | ASD Dukla Jihlava – 2. místo                                   |
| 52. ročník | 1978 | ASD Dukla Jihlava                           | AIK Stockholm                        | ASD Dukla Jihlava – 1. místo                                   |
| 53. ročník | 1979 | Křídla Sovětů Moskva                        | Düsseldorfer EG                      | ASD Dukla Jihlava – 3. místo                                   |
| 54. ročník | 1980 | HK Spartak Moskva                           | TJ Vítkovice                         | TJ Vítkovice – 2. místo                                        |
| 55. ročník | 1981 | HK Spartak Moskva                           | HC Davos                             | TJ Vítkovice – 4. místo                                        |
| 56. ročník | 1982 | ASD Dukla Jihlava                           | HK Spartak Moskva                    | ASD Dukla Jihlava – 1. místo                                   |
| 57. ročník | 1983 | HK Dynamo Moskva                            | ASD Dukla Jihlava                    | ASD Dukla Jihlava – 2. místo                                   |
| 58. ročník | 1984 | Tým Kanady                                  | ASD Dukla Jihlava                    | ASD Dukla Jihlava – 2. místo                                   |
| 59. ročník | 1985 | HK Spartak Moskva                           | Tým Kanady                           | ASD Dukla Jihlava – 4. místo                                   |
| 60. ročník | 1986 | Tým Kanady                                  | Sokol Kyjev                          | TJ VSŽ Košice – 4. místo                                       |
| 61. ročník | 1987 | Tým Kanady                                  | Křídla Sovětů Moskva                 | TJ Tesla Pardubice – 5. místo                                  |
| 62. ročník | 1988 | Tým USA                                     | Tým Kanady                           | TJ VSŽ Košice – 5. místo                                       |
| 63. ročník | 1989 | HK Spartak Moskva                           | Färjestad BK                         | bez účasti                                                     |
| 64. ročník | 1990 | HK Spartak Moskva                           | Tým Kanady                           | HC Dukla Jihlava – 4. místo                                    |
| 65. ročník | 1991 | CSKA Moskva                                 | HC Lugano                            | bez účasti                                                     |
| 66. ročník | 1992 | Tým Kanady                                  | Färjestad BK                         | bez účasti                                                     |
| 67. ročník | 1993 | Färjestad BK                                | HC Davos                             | bez účasti                                                     |
| 68. ročník | 1994 | Färjestad BK                                | HC Davos                             | bez účasti                                                     |
| 69. ročník | 1995 | Tým Kanady                                  | HK Lada Togliatti                    | bez účasti                                                     |
| 70. ročník | 1996 | Tým Kanady                                  | HC Davos                             | bez účasti                                                     |
| 71. ročník | 1997 | Tým Kanady                                  | Färjestad BK                         | bez účasti                                                     |
| 72. ročník | 1998 | Tým Kanady                                  | HC Davos                             | HC Petra Vsetín – 4. místo z 5 mužstev v ZČ                    |
| 73. ročník | 1999 | Kölner Haie                                 | Metallurg Magnitogorsk               | bez účasti                                                     |
| 74. ročník | 2000 | HC Davos                                    | Tým Kanady                           | HC Sparta Praha – 4. místo z 5 mužstev v ZČ                    |
| 75. ročník | 2001 | HC Davos                                    | Tým Kanady                           | HC Sparta Praha – 5. (poslední) místo v ZČ                     |
| 76. ročník | 2002 | Tým Kanady                                  | HC Davos                             | HC Sparta Praha – 5. (poslední) místo v ZČ                     |
| 77. ročník | 2003 | Tým Kanady                                  | HC Davos                             | bez účasti                                                     |
| 78. ročník | 2004 | HC Davos                                    | HC Sparta Praha                      | HC Sparta Praha – prohra ve finále                             |
| 79. ročník | 2005 | Metallurg Magnitogorsk                      | Tým Kanady                           | HC Sparta Praha – 5. (poslední) místo v ZČ                     |
| 80. ročník | 2006 | HC Davos                                    | Tým Kanady                           | bez účasti                                                     |
| 81. ročník | 2007 | Tým Kanady                                  | Salavat Julajev Ufa                  | HC Moeller Pardubice – 4. místo z 5 mužstev v ZČ               |
| 82. ročník | 2008 | HK Dynamo Moskva                            | Tým Kanady                           | HC Energie Karlovy Vary – 4. místo z 5 mužstev v ZČ            |
| 83. ročník | 2009 | HK Dinamo Minsk                             | HC Davos                             | HC Energie Karlovy Vary – 5. (poslední) místo v ZČ             |
| 84. ročník | 2010 | SKA Petrohrad                               | Tým Kanady                           | HC Sparta Praha – prohra ve čtvrtfinále s Kanadou              |
| 85. ročník | 2011 | HC Davos                                    | Dinamo Riga                          | HC Vítkovice Steel – 3. místo                                  |
| 86. ročník | 2012 | Tým Kanady                                  | HC Davos                             | HC Vítkovice Steel – 3. místo                                  |
| 87. ročník | 2013 | HC Servette Ženeva                          | CSKA Moskva                          | HC Vítkovice Steel – 5. místo                                  |
| 88. ročník | 2014 | HC Servette Ženeva                          | Salavat Julajev Ufa                  | bez účasti                                                     |
| 89. ročník | 2015 | Tým Kanady                                  | HC Lugano                            | bez účasti                                                     |
| 90. ročník | 2016 | Tým Kanady                                  | HC Lugano                            | Mountfield HK – prohra ve čtvrtfinále s Kanadou                |
| 91. ročník | 2017 | Tým Kanady                                  | Tým Švýcarska                        | Mountfield HK – prohra v semifinále s Kanadou                  |
| 92. ročník | 2018 | KalPa                                       | Tým Kanady                           | HC Oceláři Třinec – prohra ve čtvrtfinále s Davosem            |
| 93. ročník | 2019 | Tým Kanady                                  | HC Oceláři Třinec                    | HC Oceláři Třinec – prohra ve finále s Tým Kanady              |
|            | 2020 | zrušeno                                     |                                      |                                                                |
|            | 2021 | zrušeno                                     |                                      |                                                                |
| 94. ročník | 2022 | HC Ambrì-Piotta                             | HC Sparta Praha                      | HC Sparta Praha – prohra ve finále s HC Ambrì-Piotta           |
| 95. ročník | 2023 | HC Davos                                    | HC Dynamo Pardubice                  | HC Dynamo Pardubice – prohra ve finále s HC Davos              |
| 96. ročník | 2024 | Fribourg-Gottéron                           | Straubing Tigers                     | HC Dynamo Pardubice – prohra ve čtvrtfinále s Straubing Tigers |